# 報丙
報丙（？—？），子姓。報乙之子。報乙死后，報丙繼位。他是報丁的父亲，商汤的高祖父。